# Eriborus pomonellae
Eriborus pomonellae är en stekelart som först beskrevs av Cameron 1906.  Eriborus pomonellae ingår i släktet Eriborus och familjen brokparasitsteklar. Inga underarter finns listade i Catalogue of Life.